# 舍夫里耶尔 (伊泽尔省)
舍夫里耶尔（法語：Chevrières，法語發音：[ʃəvʁijɛʁ]）是法国伊泽尔省的一个市镇，属于格勒诺布尔区。

## 地理
舍夫里耶尔（45°11'15"N, 5°17'25"E）面积16.62 平方千米，位于法国奥弗涅-罗讷-阿尔卑斯大区伊泽尔省，该省份为法国东南部内陆省份，北起顺时针与安省、萨瓦省、上阿尔卑斯省、德龙省、阿尔代什省、卢瓦尔省和罗讷省。
与舍夫里耶尔接壤的市镇（或旧市镇、城区）包括：圣马塞兰、圣韦朗、沙特、米里奈、鲁瓦邦、圣阿波利纳尔。

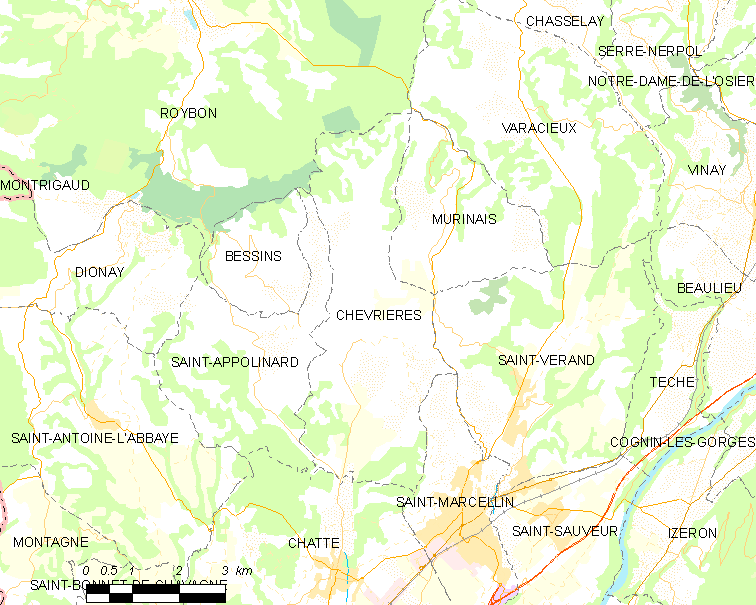
的OSM定位图

舍夫里耶尔的时区为UTC+01:00、UTC+02:00（夏令时）。

## 行政
舍夫里耶尔的邮政编码为38160，INSEE市镇编码为38099。

## 政治
舍夫里耶尔所属的省级选区为南格雷西沃当县。

## 人口

1962-2008年间人口变化图示

舍夫里耶尔于2022年1月1日时的人口数量为737人。